# جون أدير ماكدويل
جون أدير ماكدويل هو محامي وسياسي أمريكي، ولد في 6 مايو 1789، وتوفي في 1 أكتوبر 1823.